# Гюбнер Юліуш Семенович
Юліуш Семенович Гю́бнер (також Юліуш Самсонович (Шимонович) Хібнер; справжнє ім'я Давид Шимшонович Шварц; пол. Juliusz Hibner; нар. 11 жовтня 1912, Гжималув — пом. 13 листопада 1994, Варшава) — польський військовик і науковець в галузі ядерної енергетики. Герой Радянського Союзу.

## Біографія
Народився 11 жовтня 1912 року в селі Гримайлів (в той час — Гжималув, тепер селище в Чортківському районі Тернопільської області, Україна) в єврейській сім'ї. Закінчив гімназію. Навчався у Львівському політехнічному інституті, але за участь у комуністичному русі був відрахований з нього. Працював креслярем.
Впродовж 1937—1939 років брав участь у Громадянській війні в Іспанії в складі інтербригади імені Ярослава Домбровського на стороні республіканської партії. Після поразки республіканців був інтернований французькою владою і перебував у таборі в Алжирі. Згодом через Францію повернувся в Польщу.
У вересні 1939 року служив другим номером кулеметного розрахунку в польській армії. Після розгрому Польщі у війні з Німеччиною перейшов на територію СРСР. Брав участь у німецько-радянській війні з серпня 1943 року в складі Польської дивізії імені Тадеуша Костюшко. Був заступником командира 1-го піхотного полку з політико-виховної роботи.
Відзначився в першому бою Польської дивізії 12 жовтня 1943 року в районі села Леніного Горецького району Могильовської області Білоруської РСР. У критичний момент бою замінив загиблого командира батальйону і, незважаючи на два отриманих важких поранення, керував діями батальйону. Вважався загиблим і був представлений до звання Героя Радянського Союзу посмертно. У грудні 1943 року після лікування повернувся в дивізію, де продовжував воювати до кінця війни.
Після війни продовжував службу в польській армії. На початку 1950-х років командував внутрішніми військами Польщі, генерал-майор.
З 1966 року у відставці. Захистив докторську дисертацію і викладав фізику в університеті польського міста Лодзя. У 1971 році емігрував до Сполучених Штатів Америки. Помер 13 листопада 1994 року. Похований у Варшаві на військовому кладовищі Повонзках.

## Нагороди

### СРСР
- Медаль «Золота Зірка» (11 листопада 1943)
- Орден Леніна (11 листопада 1943)
- Медаль «За визволення Варшави»
- Медаль «За перемогу над Німеччиною у Великій Вітчизняній війні 1941—1945 рр.»

### ПНР
- Virtuti Militari, золотий і срібний хрест
- Хрест Грюнвальда 3-го класу
- Медаль «За Одру, Нису і Балтику»
- Срібна медаль «Заслуженим на полі Слави»
- Медаль «За Варшаву 1939-1945»
- Бронзова медаль «Збройні сили на службі Батьківщині»

## Пам'ять
Дружина Юліуша Гюбнера, польська і французька фізикиня Ірена Бозена Пучальська-Гюбнер, написала книгу спогадів про чоловіка, яка вийшла друком польською мовою у 2001 році, а її переклад французькою — у 2004 році.